# May-incidens
A May-incidens Andrew Jackson May (1875. június 24. – 1959. szeptember 6.) befolyásos amerikai politikus nevéhez fűződik, aki a második világháború idején egy sajtótájékoztatón elárult egy titkosított információt arról, hogy miért nem sikeresek a japán támadások az amerikai tengeralattjárók ellen. Bejelentése után a japánok változtattak módszereiken, és legalább 800 amerikai tengerész halálát okozták. Bizonyíték azonban nincs az ok-okozati összefüggésre.

## A kiszivárogtatás
A második világháború elején az amerikai tengeralattjárók nagy eséllyel élték túl a mélységi bombákkal végrehajtott támadásokat, mert a japánok alábecsülték a búvárhajók merülőképességét. 1943 júniusában azonban sajtótájékoztatót tartott Andrew Jackson May, miután hazatért a háborús zónában tett látogatásáról, és elárulta, hogy a japán bombák nem robbannak elég mélyen ahhoz, hogy elpusztítsák az amerikai tengeralattjárókat. Az információt több amerikai sajtótermék is feldolgozta.
A japánok változtattak módszereiken, és sikeresebbek lettek. Charles A. Lockwood altengernagy, az amerikai tengeralattjáró-flotta parancsnoka később úgy becsülte, hogy a kiszivárogtatás tíz búvárhajóba és 800 tengerész életébe került. Olyan adat mindazonáltal nem került elő, amely bizonyítaná, hogy a japánok May bejelentésének hatására állítottak a mélységi bombák gyújtószerkezetén.

## Fordítás
- Ez a szócikk részben vagy egészben  az   Andrew J. May című angol Wikipédia-szócikk ezen változatának fordításán alapul.  Az eredeti cikk szerkesztőit annak laptörténete sorolja fel. Ez a jelzés csupán a megfogalmazás eredetét és a szerzői jogokat jelzi, nem szolgál a cikkben szereplő információk forrásmegjelöléseként.